# Janna Nemtsova
Pour les articles homonymes, voir Nemtsova.
Janna Borissovna Nemtsova (en russe : Жа́нна Бори́совна Немцо́ва), née le 26 mars 1984 à Gorki en URSS, est une journaliste et militante politique russe. Elle est la fille de Boris Nemtsov - un homme politique russe, assassiné en 2015 près de la place Rouge, à Moscou - et de Raïssa Akhmetovna Nemtsova.  

## Biographie
Janna Nemtsova est née à Gorki (aujourd'hui Nijni Novgorod), le 26 mars 1984. Ses parents sont l'homme d'État russe Boris Nemtsov et l'investisseuse Raïssa Akhmetovna Nemtsova, d'origine tatare. Elle est diplômée de l'Institut d'État des relations internationales de Moscou. Toujours à Moscou, elle a atteint le "deuxième niveau" des études de droit. 
Janna Nemtsova est membre de l'opposition politique russe et défend les droits de l'homme dans le pays. 
Janna Nemtsova a travaillé à la station de radio Echo de Moscou. Elle a ensuite travaillé comme journaliste économique pour la chaîne de télévision russe RBK, présentant des émissions et interviewant des représentants d'entreprises et des politiciens. 
Après l'assassinat de son père en février 2015, Janna Nemtsova a demandé pour une enquête libre. Elle a reçu des menaces et, pour sa sécurité, a émigré de Russie en juin 2015,. 
En septembre 2017, elle soutient le retour en Ukraine de l'ancien gouverneur d'Odessa et opposant au président Petro Porochenko Mikheil Saakachvili, devenu apatride à la suite d'une décision gouvernementale.
Le 6 décembre 2017, Nemtsova a fait le voyage depuis l'Allemagne, accompagnée d'autres membres de sa famille et de dissidents russes, pour exhorter les membres du Conseil de Washington, le gouvernement local de la capitale américaine, à renommer une partie de la rue devant l'ambassade de Russie « Boris Nemtsov Plaza » en l'honneur de son père et comme un signal aux autorités russes de la désapprobation américaine de leurs politiques et de leur rôle présumé dans l'assassinat de Nemtsov. La législation visant à effectuer officiellement ce changement a été coparrainée par le président du Conseil, Phil Mendelson, qui s'attendait à ce que le projet de loi soit approuvé par le Conseil au début de 2018. Le 9 janvier 2018, le Conseil a approuvé à l'unanimité le "Boris Nemtsov Plaza Designation Act of 2017" qui a autorisé le changement de nom, à compter du 5 mai 2018.

## Distinctions
Le 4 août 2015, elle reçoit le prix Lech-Walesa de la solidarité (en), d'un montant d'1,1 million $.
En 2016, elle reçoit du département d'État des États-Unis, le prix international de la femme de courage,.